# Balades, Op. 10 (Brahms)
Les quatre Balades, Op. 10 de Johannes Brahms constitueixen un dels millors exemples de la música lírica escrita per a piano durant la seva joventut. Estan datades 1854 i dedicades al seu amic Julius Otto Grimm. La seva composició coincideix amb el començament de l'afecte que duraria tota la vida del compositor cap a Clara Schumann, l'esposa de Robert Schumann, el compositor que va ajudar a llançar la carrera de Brahms.
Frédéric Chopin havia escrit l'última de les seves famoses Balades només 12 anys abans, però Brahms va tractar al gènere de forma diferent a Chopin, i va optar per prendre literalment el seu origen en la poesia narrativa. Les Balades estan disposades en dos grups amb tonalitats major i menor. La primera balada va ser inspirada per un poema escocès, Edward de la col·lecció Stimmen der Völker in Liedern compilat per Johann Gottfried Herder. És també un dels millors exemples de l'estil bard de Brahms, que evoca un passat mitològic.
Brahms va tornar a la forma de balada amb les Sis peces per a piano, op. 118. Els seus Duets, Op. 75 també són balades, que inclouen el poema Edward, el mateix que va inspirar la Balada op. 10, núm. 1.

## Tonalitats
- Op 10 núm. 1 en re menor. Andante
- Op 10 núm. 2 en re major. Andante
- Op 10 núm. 3 en si menor. Intermezzo. Allegro
- Op 10 núm. 4 en si major. Andante.